# HQ (inspelningsstudio)
HQ, eller Headquarters är den inspelningsstudio som heavy metal-bandet Metallica har använt sedan år 2002, då de spelade in sitt åttonde studioalbum St. Anger. Studion är belägen i San Rafael i norra Kalifornien och används fortfarande av Metallica för att spela in album.